# Джміль міський
Джміль дупловий, джміль міський, джміль парковий (Bombus hypnorum) — вид комах ряду перетинчастокрилих.

## Поширення
Лісові області позатропічної Євразії від Західної Європи до Далекого Сходу (включаючи Камчатку, о. Сахалін, Курильські острови, о. Хоккайдо); від підзони північної тайги до Гімалаїв, півдня Китаю і о. Тайвань.

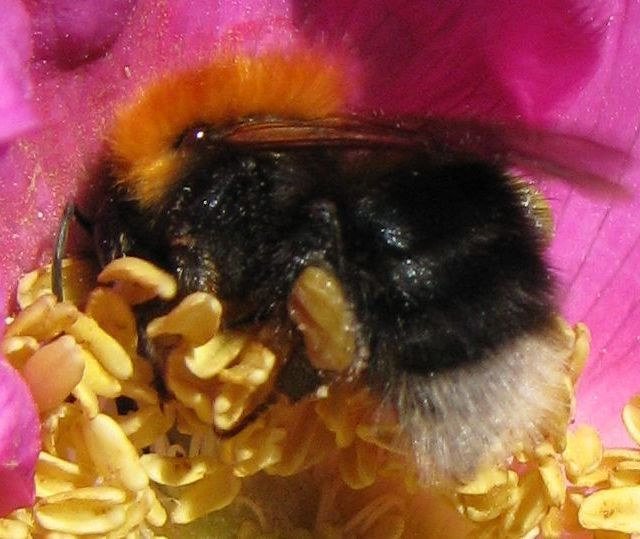

Вид поширений по всій території України.

## Короткий опис імаго
Середньохоботковий. Довжина тіла у самок 10-22 мм, у самців 12-16 мм.

## Особливості біології та місця проживання
Гніздиться в дуплах дерев та різноманітних дерев'яних спорудах (в хлівах, на горищах і т. д.). Широкий полілект. Відмічений на 37 видах рослин з 15 родин, але надає перевагу розоцвітим та складноцвітим.